# Jaakko Hämeen-Anttila
Jaakko Hämeen-Anttila (Oulu, 26 febbraio 1963 – 18 dicembre 2023) è stato un arabista e islamista finlandese.

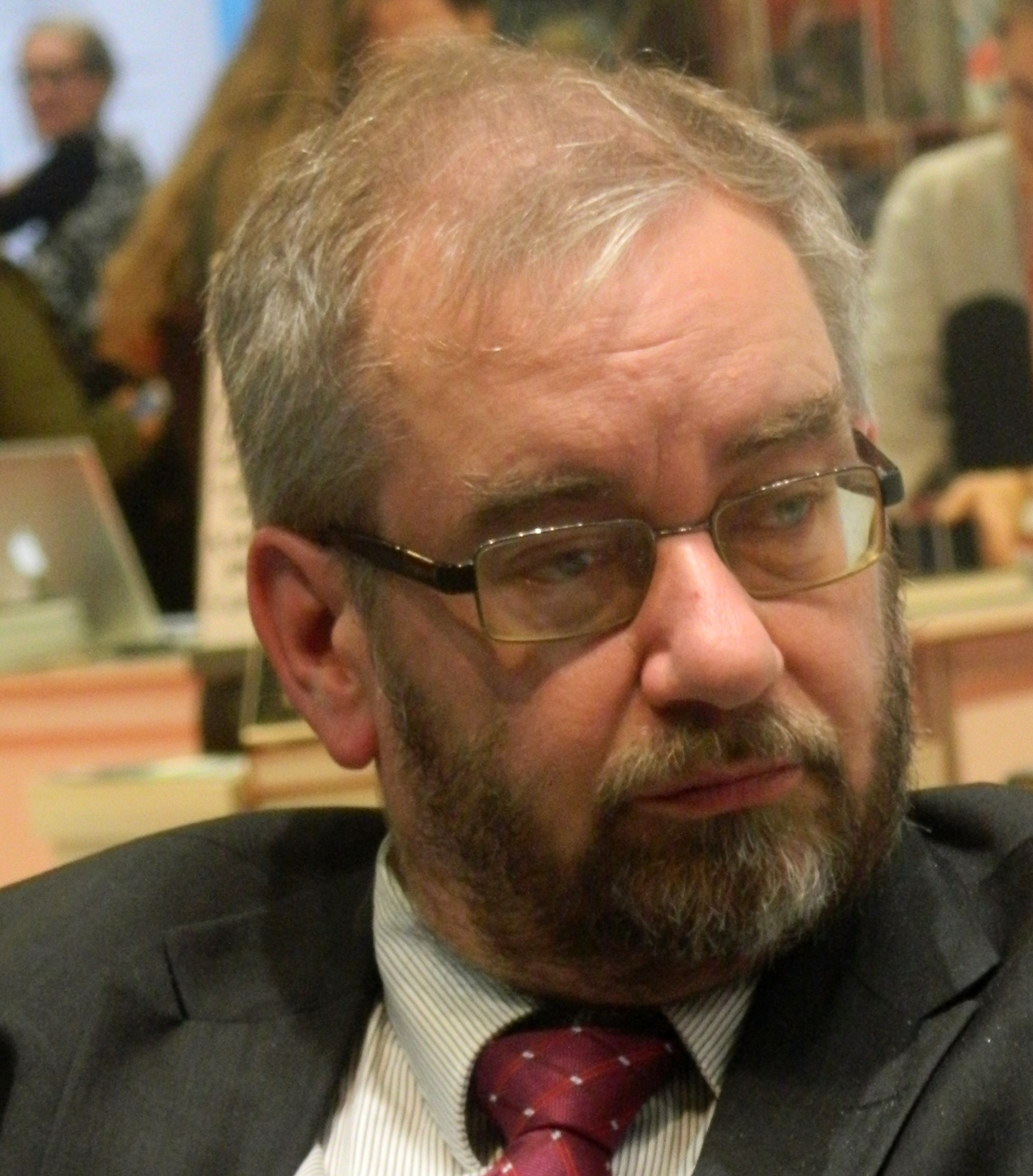
Jaakko Hämeen-Anttila nel luglio 2017

È stato ricercatore dapprima nell'Università di Helsinki, e poi docente di lingua araba e d'islamistica nell'Università di Edimburgo.

## Biografia
È stato uno tra i più importanti ricercatori universitari finlandesi del secondo dopoguerra, ha scritto opere di alta divulgazione e di ricerca originale nel campo della cultura islamica, della storia e della poesia arabo-islamica.
Hämeen-Anttila ha anche tradotto il Corano in finnico nel 1995 e l'Epopea di Gilgameš nel 2000. Ha anche operato nel Comitato  editoriale della rivista scientifica Journal of Arabic and Islamic Studies.
Hämeen-Anttila era sposato con la studiosa di letteratura Virpi Hämeen-Anttila.

## Pubblicazioni

### Libri in inglese
- Materials for the Study of Ragaz Poetry. Finnish Oriental Society (1996) ISBN 951-9380-28-0.
- A Sketch of Neo-Assyrian Grammar. State Archives of Assyrian Studies – SAAS 13, 2000.
- Maqama: A History of a Genre. Harrassowitz (2002) ISBN 978-3-447-04591-9.
- The Last Pagans of Iraq: Ibn Wahshiyya And His Nabatean Agriculture (2006) ISBN 90-04-15010-2.
- Case Studies in Transmission (edit.), Ugarit-Verlag, Münster 2015, ISBN 978-3-86835-124-8.
- Khwadāynāmag the Middle Persian Book of Kings, Studies in Persian Cultural History, Volume: 14, Brill, 2018, ISBN 978-9-00427-764-9.

### Libri in finlandese
- Johdatus Koraaniin. Gaudeamus 1997, reformed edition 2006. ISBN 951-662-924-5
- Koraanin selitysteos. Basam Books 1997.
- Reunamerkintöjä. Esseitä ja käännöksiä Lähi-idän kirjallisuudesta. Suomen Itämaisen Seuran suomenkielisiä julkaisuja 25, 1997.
- Jeesus, Allahin profeetta. Tutkimus islamilaisen Jeesus-kuvan muotoutumisesta. Suomen Eksegeettisen Seuran Julkaisuja 70, 1998.
  - [Revision:] Jeesus, islamin profeetta. Kirjapaja 2006. ISBN 951-607-330-1
- Islamin monimuotoisuus. Gaudeamus 1999.
- Islam-taskusanakirja. Basam Books 2001.
- Kaksi filosofia. Avicennan ja al-Ghazālīn omaelämäkerrat. Basam Books 2001. (ed. Hämeen-Anttila, trans. with T. Kukkonen)
- Tiedon valtameri. Islamilaista viisautta. Basam Books 2001.
- Uskontojen risteyksissä. Välimeren alueen uskontojen juurilla. Toim. Jaakko Hämeen-Anttila. Gaudeamus 2001.
- Jumalasta juopuneet. Islamin mystiikan käsikirja. Basam Books 2002.
- Todellisuuden maailmat. Runoja ja proosaa islamin mystikoilta. Basam Books 2002.
- Islamin käsikirja. Otava 2004.
- Tarina hullusta rakastajasta ja muita runoja. Gummerus 2005. (poetry collection)
- Rakkauden atlas. Otava 2005. (with Virpi Hämeen-Anttila)
- Usko. Kirjapaja 2005.
- Mare Nostrum. Länsimaisen kulttuurin juurilla. Otava 2006.
- Kirkkauteen kätketty. Al-Ghazālīn Valojen lamppusyvennys. Kirjapaja 2007. (with Inka Maukola and Mikko Viitamäki)
- Matkalla Marakandaan. Gummerus 2007. (poetry collection)
- Tarujen kirja. Kansojen kertomuksia läheltä ja kaukaa. Otava 2007. (with Virpi Hämeen-Anttila)
- Kalifien kirjastossa. Arabialais-islamilaisen tieteen historia. Avain 2011. (with Inka Nokso-Koivisto)
- Trippi ihmemaahan. Huumeiden kulttuurihistoria. Otava 2013.
- Nälästä nautintoihin. Ruoan tarina. Otava 2015. (with Venla Rossi)

### Traduzioni in finlandese
- Sa'dī, Ruusutarha. Otava 1991.
- Koraani. Basam Books 1995.
- Mawlānā Jalalāddīn Rūmī, Ruokopillin tarinoita. Basam Books 1995.
- Valkoisen kaupungin viisas mulla. Kertomuksia mulla Nasraddinista. Basam Books 1996.
  - [Revision:] Viisas narri. Kertomuksia mulla Nasraddinista. Basam Books 2007.
- Badī'azzaman al-Hamadhāni, Mestari Abulfathin elämä ja teot. Veijaritarinoita kalifien ajalta. Basam Books 1997.
- Viisauden eliksiiri. Antiikin kreikkalaista viisautta arabialaisista lähteistä. Basam Books 1997.
- Omār Khayyām, Malja mennyt maine. Basam Books 1999.
- Ibn Isḥāq, Profeetta Muhammadin elämäkerta. Toim. Ibn Hišām. Basam Books 1999.
- Runoja Andalusiasta. Basam Books 1999. (with Minna Tuovinen)
- Vain ääni jää. Kolme persialaista runoilijaa. WSOY 1999.
  - [Revision:] Vain ääni jää. Runoja Iranista. WSOY 2006.
- Gilgamesh. Kertomus ikuisen elämän etsimisestä. Basam Books 2000.
- Kuka murhasi kyttyräselän? Tarinoita Tuhannesta ja yhdestä yöstä. Basam Books 2001.
- Mawlānā Jalalāddīn Rūmī, Rakkaus on musta leijona. Basam Books 2002.
- Farīdaddīn 'Attār, Lintujen matka. Basam Books 2003.
- Hanan al-Šaikh, Kaukana Lontoossa. Gummerus 2003.
- Hāfez, Ruusu ja satakieli. Basam Books 2004.
- Abū Nuwās, Runoja kaduilta ja kapakoista. Basam Books 2004.
- Abul-Alā' al-Ma'arrī, Runoja elämän tarpeettomuudesta. Basam Books 2006.
- Adonis, Tomun taikuri. Otava 2007.